# Arthur Waskow

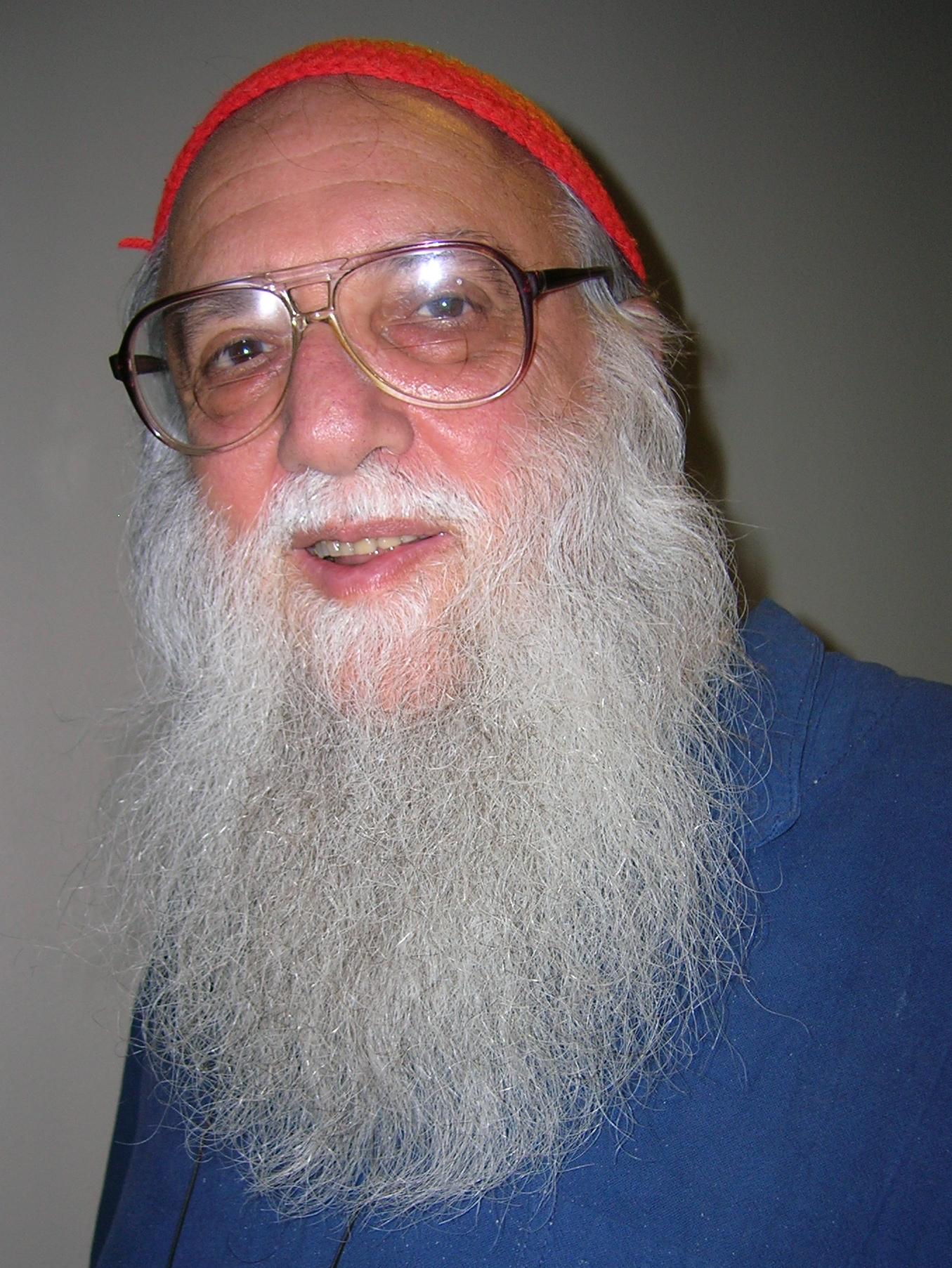
Arthur Waskow

Arthur Ocean Waskow (* 12. Oktober 1933 in Baltimore, Maryland) ist ein US-amerikanischer Autor, Friedensaktivist und Rabbiner innerhalb der Jewish Renewal, einer jüdischen Reformbewegung.

## Leben und Wirken
Waskow studierte 1954 an der Johns Hopkins University und erwarb einen Ph.D. in amerikanischer Geschichte an der University of Wisconsin–Madison. Von 1961 bis 1963 war er als Mitarbeiter für den Kongressabgeordneten Robert Kastenmeier von Wisconsin tätig.
1983 gründete Waskow das The Shalom Center, dessen Direktor er ist. 1995 wurde er als Rabbiner ordiniert.
2007 zählte das Magazin Newsweek Waskow unter die 50 einflussreichsten Rabbiner in den Vereinigten Staaten.
Waskow nimmt aktiv an der öffentlichen Debatte um Auswege aus der Klimakrise teil. So ist er Mitunterzeichner eines im Dezember 2018 veröffentlichten offenen Briefes, in welchem der Politik ein Scheitern bei der Thematisierung der Krise vorgeworfen wird und dazu aufgerufen wird, sich Bewegungen wie Extinction Rebellion anzuschließen und einen Konsumverzicht zu leisten.

## Werke (Auswahl)
- Godwrestling Zyklus

1. Godwrestling. Schocken Books, New York 1978, ISBN 0-8052-0645-0.
2. Ancient Wisdom, Future Paths. Jewish Lights Publ., Woodstock, Vt. 1996, ISBN 1-87904-545-1.

- Seasons of Our Joy. A modern guide to the Jewish holidays. Beacon Press, Boston, Mass. 1982, ISBN 0-8070-3611-0.
- Down-to-Earth Judaism. Food, Money, Sex, and the Rest of Life. Morrow Books, New York 1995, ISBN 0-688-11840-2.
- Torah of the earth. Exploring 4000 years of ecology in Jewish thought. Jewish Lights Publ., Woodstock 2000 (2 Bde.).

1. Biblical Israel, one land, one people. Rabbinic Judaism, one land, many islands. ISBN 1-580-23086-5.
2. Zionism, one land, two peoples. Eco-Judaism, one earth, many peoples. ISBN 1-580-23087-3.